# Mehmedalija Čović
Mehmedalija Čović (ur. 16 marca 1986 w Srebreniku) – bośniacki piłkarz, występujący na pozycji obrońcy.

## Kariera klubowa
Čović profesjonalną karierę rozpoczynał w klubie Sloboda Tuzla, w którym, z roczną przerwą na występy w Budućnost Banovići, występował do 2007 roku. Wówczas to latem wyjechał do Belgii i podpisał kontrakt z KAA Gent. W tym klubie pojawił się na boisku w ligowym meczu zaledwie dwukrotnie i po pół roku trafił do KSV Roeselare. Następnym klubem był słoweński Interblock Lublana, a od 2010 roku ponownie, przez 2,5 roku, występował w rodzinnej lidze w barwach Čelik Zenica. 

## Kariera reprezentacyjna
W reprezentacji Bośni i Hercegowiny zadebiutował 1 czerwca 2008 roku w towarzyskim meczu przeciwko Azerbejdżanowi. Na boisku przebywał do 77 minuty, a występ zakończył z żółtą kartką na koncie. Był to jego jedyny jak dotychczas występ w kadrze (stan na 7 lipca 2013).
| Mecze i gole w reprezentacji | Mecze i gole w reprezentacji | Mecze i gole w reprezentacji | Mecze i gole w reprezentacji | Mecze i gole w reprezentacji | Mecze i gole w reprezentacji | Mecze i gole w reprezentacji |
| #                            | Data                         | Stadion                      | Rywal                        | Wynik                        | Gol                          | Rozgrywki                    |
| 2008                         | 2008                         | 2008                         | 2008                         | 2008                         | 2008                         | 2008                         |
| ---------------------------- | ---------------------------- | ---------------------------- | ---------------------------- | ---------------------------- | ---------------------------- | ---------------------------- |
| 1.                           | 01.06.2008                   | Zenica, Bośnia i Hercegowina | Azerbejdżan                  | 1:0                          | 0                            | towarzyski                   |

## Sukcesy
- Puchar Słowenii: 2009 (Interblock)